# ضباط المحفل الماسوني

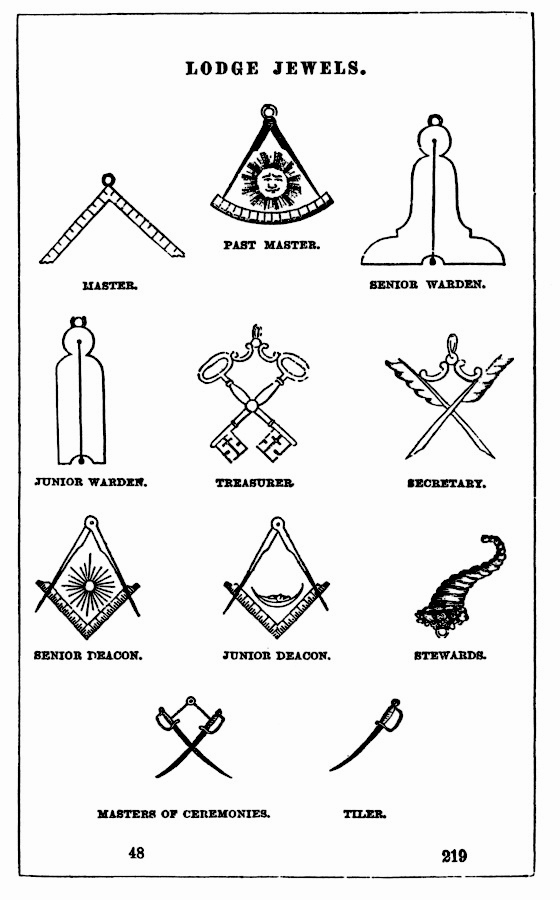

ضُباط المحفل الماسوني هو موضوع يتعلق بالماسونية والحرف المرتبطة بها، وغالبًا ما تُعرف باسم الماسونية الودج الأزرق. يقوم كل محفل ماسوني بانتخاب أو تعيين ضباط لتنفيذ المهام الضرورية للحياة داخل المحفل، تختلف اختصاصات الضباط من محفل لآخر، على الرغم من وجود بعض العوامل المشتركة والسمات المعتادة بين معظم المحافل.

## آلية ومفهوم
تبع جميع المحافل الماسونية السيادة أو السلطة أو إطار ولاية معينة تحت إشراف "غراند لودج" (المحفل الكبير) الخاص بها. يتمتع معظم ضباط المحفل بسلطات مشابهة لتلك الممنوحة للضباط في "غراند لودج"، مع إضافة كلمة "غراند" إلى مسمياتهم. على سبيل المثال، يوجد في كل محفل ضابط يُعرف باسم "الجونيور وأردن" (المشرف الصغير)، بينما يحمل المحفل الكبير لقب "غراند جونيور واردن" أو أحيانًا " الجونيور واردن الكبير". ومع ذلك، هناك عدد قليل جدًا من المناصب التي تُعتبر خاصة فقط على مستوى "غراند لودج".
توجد قواعد عالمية قليلة مشتركة بين جميع الهيئات القضائية للمحفل الأكبر للماسونية، والتي تتعلق بالمبادئ العالمية المقبولة للماسونية التقليدية. ومع ذلك، فإن هيكل المناصب واضح ومحدد بشكل كبير. بينما يختلف التسلسل الهرمي بين الضباط في "الخط الأمامي" عن الضباط الآخرين، فإن العادة تميل إلى أن يظل هؤلاء الضباط في مناصبهم لفترة تتراوح بين عام إلى عامين، حيث يتدرجون في المناصب وصولًا إلى مرحله تُعرف باسم "Worshipful Master" (السيد المحترم.
علاوة على ذلك، هناك بعض المناصب التي لا تعتبر عادةً جزءًا من "الخط"، ويمكن أن يشغلها أعضاء الماسونية لسنوات عديدة، أو تُمنح لكبار الماسونيين ذوي الخبرة الطويلة.